# James W. Black
Sir James Whyte Black (n. 14 iunie 1924, Uddingston⁠(d), Scoția, Regatul Unit – d. 21 martie 2010, Londra, Anglia, Regatul Unit) a fost un medic și farmacolog scoțian, cunoscut pentru inventarea propranololului, sintetizarea cimetidinei, descoperiri pentru care, în 1988, i s-a decernat Premiul Nobel pentru Fiziologie sau Medicină.